# Левець
Левець (словен. Levec) — поселення в общині Жалець, Савинський регіон, Словенія. 
Висота над рівнем моря: 244,3 м.